# بيتر كونكل
بيتر كونكل (بالألمانية: Peter Kunkel)‏ هو مدرب كرة قدم ولاعب كرة قدم ألماني، ولد في 10 فبراير 1956 في إسن في ألمانيا. لعب مع روت فايس أوبرهاوزن وفاتنشايد 09.

## وصلات خارجية
- بيتر كونكل على موقع قاعدة بيانات كرة القدم.إي يو (الإنجليزية)
- بيتر كونكل على موقع بيانات كرة القدم. دي إي (الألمانية)
- بيتر كونكل على موقع عالم كرة القدم.نت (الإنجليزية)